# Château de Khoust
Le château de Khoust (Хустський замок ) est un ancien château fort ukrainien.

## Historique
Le château a été construit entre 1190 et 1191 sur une butte qui surplombe de cent cinquante mètres la plaine.

### En images

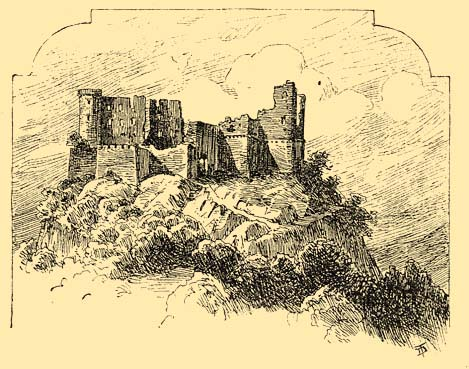
Vue ancienne,
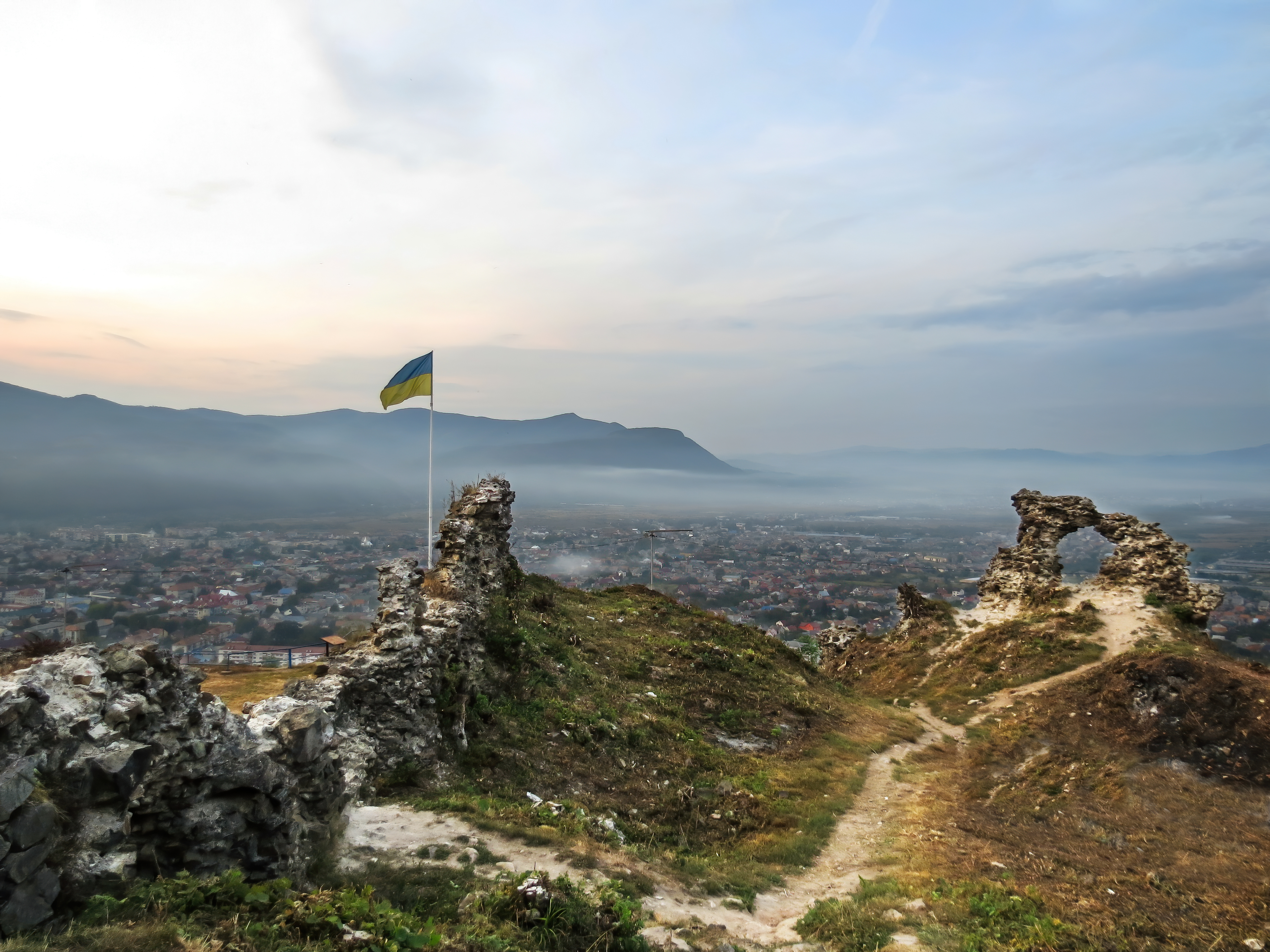
point de vue depuis le château,
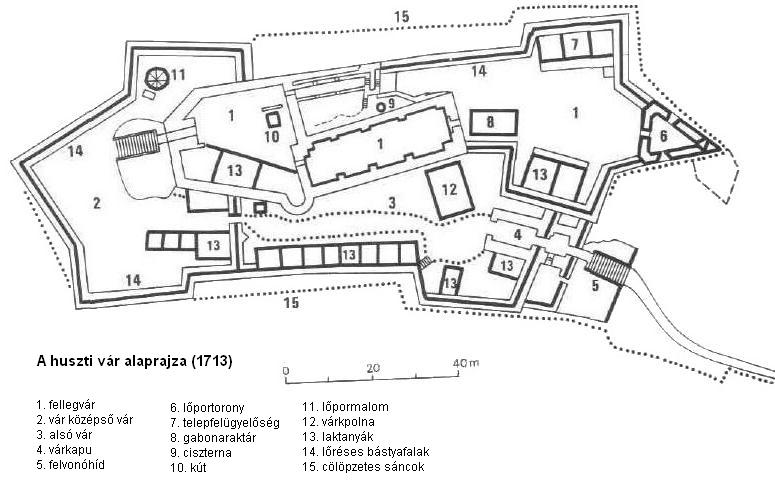
en plan.
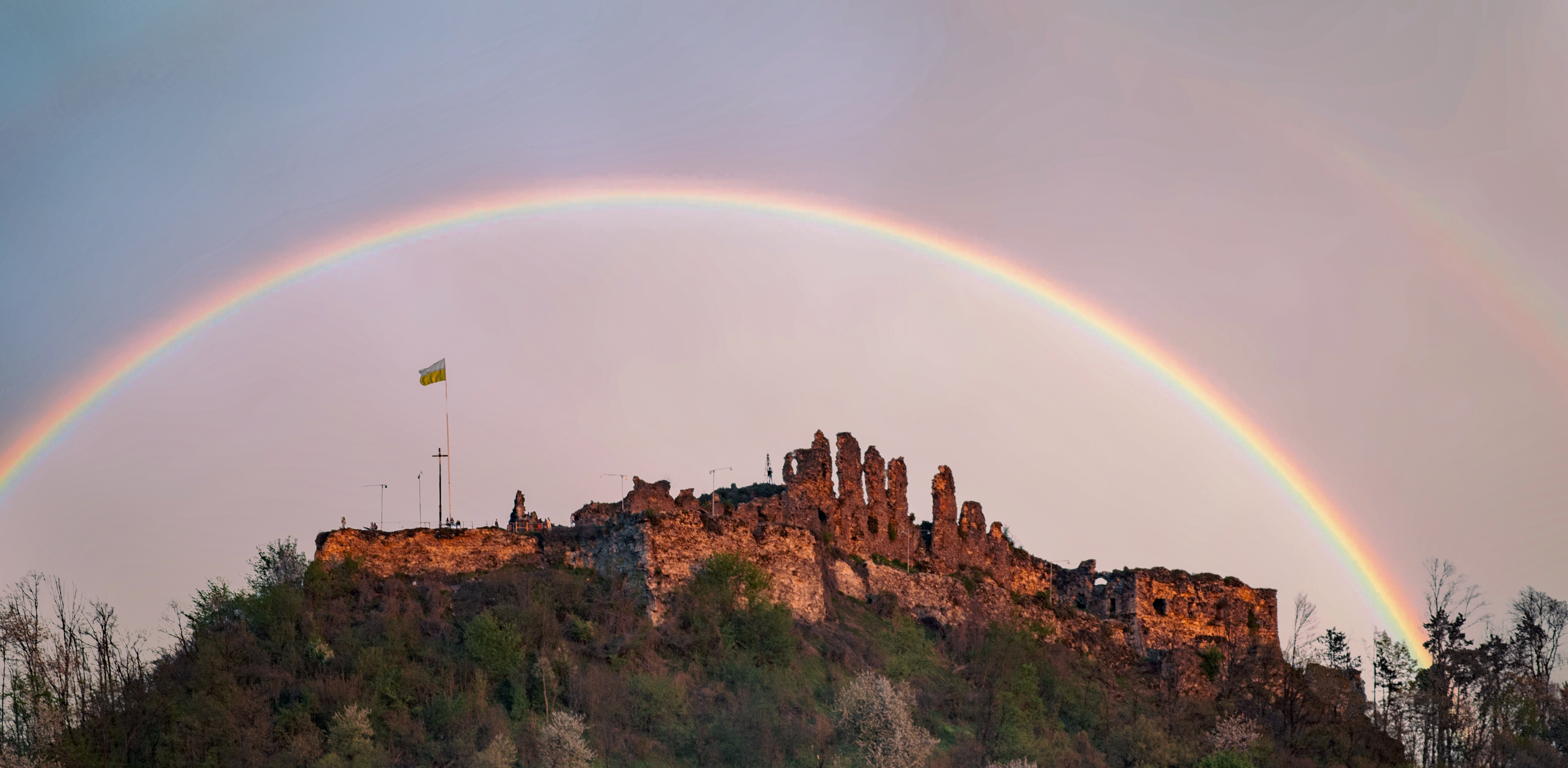
Un jour de pluie.

## Châteaux proches
- Liste de châteaux ukrainiens.

## Compléments
- Château de Khoust sur Commons